# Поділ губерній і областей Російської імперії

## ГуберніїНа виконання закону України №317-VIII від 9.04.2015 року "Про засудження комуністичного та націонал-соціалістичного(нацистського) тоталітарних режимів в Україні та заборону їхньої символіки" цю статтю необхідно вилучити так, як вона містить посилання де міститься ця символіка.
| №  | Назва губернії              | Рік створення                               | Площа, км² | Населення | Назви повітів губернії |
| -- | --------------------------- | ------------------------------------------- | ---------- | --------- | --- |
| 1  | Архангельська губернія      | (1708–1780, 1796)                           | 842531     | 376126    | Олександрівський повіт, Архангельський повіт, Кемський повіт, Мезенський повіт, Онезький повіт, Печорський повіт (селище Усть-Цильма), Пінежський повіт, Холмогорський повіт, Шенкурський повіт |
| 2  | Астраханська губернія       | (1717–1785, 1796)                           | 215900     | 1003542   | Астраханський повіт, Єнакіївський повіт, Красноярський повіт, Цареградский повіт, Чорно-ярський повіт |
| 3  | Бакинська губернія          | (1859)                                      | 39100      | 826700    | Бакинський повіт, Гечанський повіт, Джедайський повіт (М. Сальники), Кубинський повіт, Ленкоранський повіт, Шахиншахський повіт |
| 4  | Бессарабська губернія       | (1873; центр — місто Кишинів)               | 44399      | 1628876   | Аккерманський повіт, Бєлцький повіт, Бендерський повіт, Ізмаїльський повіт, Кишинівський повіт, Оргеєвський повіт, Сороцький повіт, Хотинський повіт |
| 5  | Віленська губернія          | (1795–1797, 1802)                           | 41910      | 1550057   | Вілейський повіт, Віленський повіт, Дісненський повіт, Лідський повіт, Ошмянський повіт, Свенцянський повіт, Трокський повіт |
| 6  | Вітебська губернія          | (1802)                                      | 43990      | 1489246   | Велізький повіт, Вітебський повіт, Городоцький повіт, Двінський повіт, Дріссенський повіт, Лепельський повіт, Люцинський повіт, Невельський повіт, Полоцький повіт, Режіцький повіт, Себезький повіт |
| 7  | Володимирська губернія      | (1778, 1796)                                | 48740      | 1515691   | Олександрівський повіт, Володимирський повіт, В'язниковський повіт, Гороховецький повіт, Ковровський повіт, Меленковський повіт, Муромський повіт, Переславський повіт, Покровський повіт, Судогодський повіт, Суздальський повіт, Шуйський повіт, Юр'ївський повіт                                        |
| 8  | Вологодська губернія        | (1796)                                      | 402112     | 1493200   | Вельський повіт, Вологодський повіт, Грязовецький повіт, Кадніковський повіт, Микольський повіт, Сольвичегодський повіт, Тотемський повіт, Усть-Сисольський повіт, Устюзький повіт (місто Великий Устюг), Яренський повіт                                                                                  |
| 9  | Волинська губернія          | (1796; центр — місто Житомир)               | 71736      | 3501600   | Новоград-Волинський повіт, Дубенський повіт, Житомирський повіт, Ізяславський повіт, Ковельський повіт, Кременецький повіт, Луцький повіт, Новоград-Волинський повіт, Овруцький повіт, Острозький повіт, Рівненський повіт, Старокостянтинівський повіт                                                    |
| 10 | Воронезька губернія         | (1725–1779, 1796)                           | 65892      | 2531253   | Бірюцький повіт, Бобровський повіт, Богучарський повіт, Валуйський повіт, Воронезький повіт, Задонський повіт, Землянський повіт, Коротояцький повіт, Нижньодевіцький повіт, Новохоперський повіт, Острогозький повіт, Павловський повіт                                                                   |
| 11 | Вятська губернія            | (1796)                                      | 169629     | 3030831   | Вятський повіт, Глазовський повіт, Елабузький повіт, Котельнічеський повіт, Малмизький повіт, Нолінський повіт, Орловський повіт, Сарапульський повіт, Слобідський повіт, Уржумський повіт, Яранський повіт                                                                                                |
| 12 | Гродненська губернія        | (1801)                                      | 38670      | 1631645   | Білостоцький повіт, Більський повіт, Берестейський повіт, Волковиський повіт, Гродненський повіт, Кобринський повіт, Пружанський повіт, Слонімський повіт, Сокольський повіт |
| 13 | Еріванська губернія         | (1849)                                      | 26440      | 829556    | Олександропольський повіт, Нахічеванський повіт, Новобаязецький повіт, Сурмалінський повіт, Шаруро-Даралагезький повіт, Ерцванський повіт, Ечміадзінський повіт |
| 14 | Естляндська губернія        | (1783; центр — місто Ревель)                | 20246,7    | 449400    | Везенберзький повіт, Вейсенштейнський повіт, Гапсальський повіт, Ревельський повіт |
| 15 | Єлизаветпольська губернія   | (1868)                                      | 44136      | 878415    | Арешський повіт (селище Агдаш), Джеванширський повіт (станиця Тертер), Елизаветпольський повіт, Зангезурський повіт (місто Герюси), Казахський повіт, Карягинський повіт, Нухинський повіт, Шушинський повіт                                                                                               |
| 16 | Єнісейська губернія         | (1822; центр — місто Красноярськ)           | 2517000    | 570161    | Ачинський повіт, Єнісейський повіт, Канський повіт, Красноярський повіт, Мінусинський повіт, Туруханськоє окреме управління |
| 17 | Іркутська губернія          | (1764)                                      | 743500     | 514267    | Балаганський повіт, Верхолінський повіт, Іркутський повіт, Кіренський повіт, Нижньоудинський повіт |
| 18 | Казанська губернія          | (1708–1781, 1796)                           | 63670      | 2170665   | Казанський повіт, Козмодем'янський повіт, Лаїшевський повіт, Мамадиський повіт, Свіязький повіт, Спаський повіт, Тетюшський повіт, Царевококшайський повіт, Цивільський повіт, Чебоксарський повіт, Чистопольський повіт, Ядринський повіт                                                                 |
| 19 | Калузька губернія           | (1796)                                      | 30930      | 1132843   | Боровський повіт, Жиздринській повіт, Калузький повіт, Козельський повіт, Ліхвінський повіт, Малоярославецький повіт, Мединський повіт, Мещевський повіт, Мосальський повіт, Перемишльський повіт, Таруський повіт                                                                                         |
| 20 | Катеринославська губернія   | (1802)                                      | 61570      | 2113674   | Олександрівський повіт, Бахмутський повіт, Верхньодніпровський повіт, Катеринославський повіт, Маріупольський повіт, Новомосковський повіт, Павлоградський повіт, Слов'яносербський повіт (місто Луганськ)                                                                                                 |
| 21 | Київська губернія           | (1708–1781, 1796)                           | 50957      | 3559229   | Бердичівський повіт, Васильківський повіт, Звенигородський повіт, Канівський повіт, Київський повіт, Липовецький повіт, Радомисльський повіт, Сквирський повіт, Таращанський повіт, Уманський повіт, Черкаський повіт, Чигиринський повіт                                                                  |
| 22 | Ковенська губернія          | (1842)                                      | 40641      | 1638374   | Вількомирський повіт, Ковенський повіт, Новоолександрівський повіт, Поневізький повіт, Росієнський повіт, Тельшевський повіт, Шавельський повіт |
| 23 | Костромська губернія        | (1778)                                      | 83996,4    | 1429228   | Буйський повіт, Варнавинський повіт, Ветлузький повіт, Галицький повіт, Кинешемський повіт, Кологривський повіт, Костромський повіт, Макар'ївський повіт, Нерехцький повіт, Солігалицький повіт, Чухломський повіт, Юр'євецький повіт                                                                      |
| 24 | Курляндська губернія        | (1796; центр — місто Мітава)                | 27290      | 674034    | Бауський повіт, Виндавський повіт, Газенпоцький повіт, Гольдингенський повіт, Гробінський повіт, Іллукстський повіт, Мітавський повіт, Тальсенський повіт, Тукумський повіт, Фрідріхштадтський повіт, Якобштадтський повіт                                                                                 |
| 25 | Курська губернія            | (1796)                                      | 46455      | 2797000   | Бєлгородський повіт, Грайворонський повіт, Дмитрієвський повіт, Корочанський повіт, Курський повіт, Льговський повіт, Новооскільський повіт, Обоянський повіт, Путивльський повіт, Рильський повіт, Старооскольський повіт, Суджанський повіт, Тимський повіт, Фатежський повіт, Щигровський повіт         |
| 26 | Кутаїська губернія          | (1846)                                      | 29520      | 913657    | Зугдідський повіт, Кутаїський повіт, Лечхумський повіт, Озургецький повіт, Рачинський повіт, Сенакський повіт, Шорапанський повіт |
| 27 | Ліфляндська губернія        | (1783; центр — місто Рига)                  | 47030,87   | 1310670   | Валкський повіт, Венденський повіт, Вероський повіт, Вольмарський повіт, Перновський повіт, Ризький повіт, Фелінський повіт, Юр'євський повіт, Езельський повіт (місто Аренебург) |
| 28 | Мінська губернія            | (1793–1795, 1796)                           | 91213      | 2539100   | Бобруйський повіт, Борисовський повіт, Ігуменський повіт, Мінський повіт, Мозирський повіт, Новогрудський повіт, Пінський повіт, Речицький повіт, Слуцький повіт |
| 29 | Могилівська губернія        | (1773–1778, 1802)                           | 47951,7    | 1686764   | Биховський повіт, Гомельський повіт, Горецький повіт, Климовицький повіт, Могилівський повіт, Мстиславський повіт, Оршанський повіт, Рогачьовський повіт, Сененський повіт, Чаусській повіт, Чериківський повіт                                                                                            |
| 30 | Московська губернія         | (1708)                                      | 33272,8    | 2433356   | Богороцький повіт, Броницький повіт, Верейський повіт, Волоколамський повіт, Дмитрівський повіт, Звенигородській повіт, Клінський повіт, Коломенський повіт, Можайський повіт, Московський повіт, Подільський повіт, Рузький повіт, Серпухівський повіт                                                    |
| 31 | Нижньогородська губернія    | (1719–1779, 1796)                           | 51252      | 1584774   | Ардатівський повіт, Арзамаський повіт, Балахнінський повіт, Васильсурський повіт, Горбатівський повіт, Княгинінський повіт, Лукоянівський повіт, Макар'ївській повіт, Нижньогородський повіт, Семенівський повіт, Сергацький повіт                                                                         |
| 32 | Новгородська губернія       | (1727–1776, 1796)                           | 118544,4   | 1367022   | Бєлозерський повіт, Боровицький повіт, Валдайський повіт, Дем'янський повіт, Кирилівський повіт, Крестецький повіт, Новгородський повіт, Староруський повіт, Тихвинський повіт, Устюзький повіт, Череповецький повіт                                                                                       |
| 33 | Олонецька губернія          | (1801; центр — місто Петрозаводськ)         | 130797     | 364156    | Витегірський повіт, Каргопольський повіт, Лодейнопольський повіт, Олонецький повіт, Петрозаводський повіт, Повенецкий повіт, Пудозький повіт |
| 34 | Оренбурзька губернія        | (1796)                                      | 189727,3   | 1600145   | Верхньоуральський повіт, Оренбурзький повіт, Орський повіт, Троїцький повіт, Челябінський повіт |
| 35 | Орловська губернія          | (1796)                                      | 46726,2    | 2033798   | Волховський повіт, Брянський повіт, Дмитрівський повіт, Єлецький повіт, Карачівський повіт, Кромський повіт, Лівенський повіт, Малоархангельський повіт, Мценський повіт, Орловський повіт, Севський повіт, Трубчевський повіт                                                                             |
| 36 | Пензенська губернія         | (1796–1797, 1801)                           | 38841      | 1470474   | Городищенський повіт, Інсарський повіт, Керенський повіт, Краснослобідський повіт, Мокшанський повіт, Нижньоломівський повіт, Наровчацький повіт, Пензенський повіт, Саранський повіт, Чембарський повіт                                                                                                   |
| 37 | Пермська губернія           | (1796)                                      | 377895,8   | 2994302   | Верхньотурський повіт, Катеринбурзький повіт, Ірбітський повіт, Камишловський повіт, Красноуфимський повіт, Кунгурський повіт, Осинський повіт, Оханський повіт, Пермський повіт, Соликамський повіт, Чердинський повіт, Шадринський повіт                                                                 |
| 38 | Подільська губернія         | (1796; центр — місто Кам'янець-Подільський) | 42019,1    | 3018299   | Балтський повіт, Брацлавський повіт, Вінницький повіт, Гайсинський повіт, Кам'янець-Подільський повіт, Летичівський повіт, Літинський повіт, Могилівський повіт, Новоушицький повіт, Ольгопільський повіт, Проскурівський повіт, Ямпільський повіт                                                         |
| 39 | Полтавська губернія         | (1802)                                      | 49894      | 2778151   | Гадяцький повіт, Зіньківський повіт, Золотоніський повіт, Кобеляцький повіт, Костянтиноградський повіт, Кременчуцький повіт, Лохвицький повіт, Лубенський повіт, Миргородський повіт, Переяславський повіт, Пирятинський повіт, Полтавський повіт, Прилуцький повіт, Роменський повіт, Хорольський повіт   |
| 40 | Псковська губернія          | (1772–1777, 1796)                           | 44211,2    | 1122317   | Великолуцький повіт, Новоржевський повіт, Опочецький повіт, Островський повіт, Порховський повіт, Псковський повіт, Торопецький повіт, Холмський повіт |
| 41 | Рязанська губернія          | (1796)                                      | 42098      | 1802196   | Данковський повіт, Єгор'євський повіт, Зарайський повіт, Касимовський повіт, Михайловський повіт, Пронський повіт, Раненбурзький повіт, Рязький повіт, Рязанський повіт, Сапожківський повіт, Скопінський повіт, Спаський повіт                                                                            |
| 42 | Самарська губернія          | (1850)                                      | 155588,4   | 2751336   | Бугульмінський повіт, Бугурусланський повіт, Бузулукський повіт, Миколаївський повіт, Новоузенський повіт, Самарська повіт, Ставропольська повіт |
| 43 | Санкт-Петербурзька губернія | (1708)                                      | 44615,6    | 2112033   | Гдовський повіт, Лузький повіт, Новоладозький повіт, Петергофський повіт, Санкт-Петербурзький повіт, Царськосельський повіт, Шліссельбурзький повіт, Ямбурзький повіт |
| 44 | Саратовська губернія        | (1797)                                      | 84495,2    | 2405829   | Аткарський повіт, Балашовський повіт, Вольський повіт, Камишинський повіт, Кузнецький повіт, Петровський повіт, Саратовський повіт, Сердобський повіт, Хвалинський повіт, Царицинський повіт |
| 45 | Симбірська губернія         | (1796)                                      | 49500      | 1527848   | Алатирський повіт, Ардатівський повіт, Буїнський повіт, Карсунський повіт, Курмиський повіт, Сенгиліївський повіт, Симбірський повіт, Сизранський повіт |
| 46 | Смоленська губернія         | (1708–1713, 1776)                           | 56006,5    | 1525279   | Більський повіт, Вяземський повіт, Гжатський повіт, Дорогобузький повіт, Духовщинський повіт (Касплянський) , Єльнінський повіт, Краснинський повіт, Порецький повіт, Рославльський повіт, Сичовський повіт, Смоленський повіт, Юхновський повіт                                                           |
| 47 | Ставропольська губернія     | (1847)                                      | 60600      | 873301    | Олександрівський повіт, Благодарненський повіт, Медвеженський повіт, Святокрестовський повіт, Ставропольський повіт |
| 48 | Таврійська губернія         | (1802; центр — місто Сімферополь)           | 60378,5    | 1447790   | Бердянський повіт, Дніпровський повіт (місто Олешки), Євпаторійський повіт, Мелітопольський повіт, Перекопський повіт, Сімферопольський повіт, Феодосійський повіт, Ялтинський повіт |
| 49 | Тамбовська губернія         | (1796)                                      | 66589,1    | 2684030   | Борисоглебський повіт, Єлатомський повіт, Кірсанівський повіт, Козловський повіт, Лебедянський повіт, Липецький повіт, Моршанський повіт, Спаський повіт, Тамбовський повіт, Темниківський повіт, Усманський повіт, Шацький повіт                                                                          |
| 50 | Тверська губернія           | (1796)                                      | 64684      | 1769135   | Бежецький повіт, Вес'єгонський повіт, Вишневолоцький повіт, Зубцовський повіт, Калязінський повіт, Кашинський повіт, Корчевський повіт, Новоторжоцький повіт (місто Торжок), Осташківський повіт, Ржевський повіт, Старицький повіт, Тверський повіт                                                       |
| 51 | Тіфліська губернія          | (1849)                                      | 44607      | 1051032   | Ахалкалацький повіт, Ахалцихський повіт, Борчалінський повіт (селище Шулавери), Горійський повіт, Душецький повіт, Сигнахський повіт, Телавський повіт, Тіонецький повіт, Тифліський повіт |
| 52 | Тобольська губернія         | (1796)                                      | 1385000    | 2012536   | Березовський повіт, Ішимський повіт, Курганський повіт, Сургутський повіт, Тарський повіт, Тобольський повіт, Туринський повіт, Тюкалінський повіт, Тюменський повіт, Ялуторовський повіт |
| 53 | Томська губернія            | (1804)                                      | 847328     | 1927679   | Барнаульський повіт, Бійський повіт, Зміїногорський повіт, Канський повіт, Кузнецький повіт, Маріїнський повіт, Томський повіт |
| 54 | Тульська губернія           | (1796)                                      | 30960,2    | 1419456   | Олексинський повіт, Білевський повіт, Богородицький повіт, Віневський повіт, Єпіфанський повіт, Єфремовський повіт, Каширський повіт, Крапівенський повіт, Новосільський повіт, Одоєвський повіт, Тульський повіт, Чернський повіт                                                                         |
| 55 | Уфимська губернія           | (1865)                                      | 138849,2   | 2567000   | Белебейський повіт, Бірський повіт, Златоустівський повіт, Мензелінський повіт, Стерлітамацький повіт, Уфимський повіт |
| 56 | Харківська губернія         | (1835)                                      | 62016,4    | 2919700   | Охтирський повіт, Богодухівський повіт, Валківський повіт, Вовчанський повіт, Зміївський повіт, Ізюмський повіт, Куп'янський повіт, Лебединський повіт, Старобільський повіт, Сумський повіт, Харківський повіт                                                                                            |
| 57 | Херсонська губернія         | (1803)                                      | 71935,7    | 3215700   | Олександрійський повіт, Ананьївський повіт, Єлизаветградський повіт, Одеський повіт, Тираспольський повіт, Херсонський повіт |
| 58 | Чернігівська губернія       | (1796)                                      | 53918,2    | 2693800   | Борзнянський повіт, Глухівський повіт, Городнянський повіт, Козелецький повіт, Конотопський повіт, Кролевецький повіт, Мглинський повіт, Ніжинський повіт, Новгород-Сіверський повіт, Новозибківський повіт, Остерський повіт, Сосницький повіт, Стародубський повіт, Суразький повіт, Чернігівський повіт |
| 59 | Чорноморська губернія       | (1896; центр — місто Новоросійськ)          | 7346       | 57478     | Новоросійський повіт, Сочинський повіт, Туапсинський повіт |
| 60 | Ярославська губернія        | (1796)                                      | 35615      | 1071355   | Данилівський повіт, Любімський повіт, Мологській повіт, Мишкинський повіт, Пошехонський повіт, Романово-Борисоглебський повіт, Ростовський повіт, Рибінський повіт, Углицький повіт, Ярославський повіт.                                                                                                   |

## Області
| №  | Назва області             | Рік створення                                 | Площа, км² | Населення | Назви округів області |
| -- | ------------------------- | --------------------------------------------- | ---------- | --------- | --- |
| 1  | Акмолінська область       | 1868; центр — місто Омськ                     | 594672,6   | 1555679   | Акмолинський округ, Атбасарський округ, Кокчетавський округ, Омський округ, Петропавлівський округ |
| 2  | Амурська область          | 1858; центр — місто Благовещенськ             | 449500     | 62640     | Амурський округ округ Амурського козачого війська |
| 3  | Батумська область         | 1878                                          | 6952       | 142032    | , Артвінський округ, Батумський округ |
| 4  | Дагестанська область      | 1860; центр — місто Темір-Хан-Шура            | 29350      | 571154    | Аварський округ, Андійський округ, Гунібський округ, Даргинський округ, Казікумухський округ, Кайтаго-Табасаранський округ, Кюринський округ Самурський округ, Темір-Хан-Шуринський округ |
| 5  | Забайкальська область     | 1851; центр — місто Чита                      | 613000     | 672037    | Акшинський округ, Баргузинський округ, Верхнєудинський округ, Нерчинський округ, Селенгінський округ, Троїцькосавський округ, Читинський округ |
| 6  | Закаспійська область      | 1882; центр — місто Асхабад                   | 571000     | 382487    | Асхабадський округ, Красноводський округ, Мангишлацький округ, Мервський округ, Тедженський округ |
| 7  | Камчатська область        | 1849–1856, 1909; центр — місто Петропавловськ | -          | -         | Анадирський округ, Гіжигінський округ, Командорських островів округ, Петропавлівський округ |
| 8  | Кубанська область         | 1860; центр — місто Катеринодар               | 94360      | 1918881   | Баталпашинський відділ, Єйський відділ, Катеринодарський відділ, Кавказький відділ, Лабінський відділ, Майкопський відділ, Таманський відділ |
| 9  | Область війська Донського | 1870; центр — місто Новочеркаськ              | 152700     | 2564238   | Донецький округ (станиця Кам'янська), 1-й Донський округ (станиця Костянтинівська), 2-й Донський округ (станиця Нижньочирська), Ростовський округ, Сальський округ (станиця Великокнязівська), Таганрозький округ, Усть-Медведицький округ, Хоперський округ (станиця Урюпінська), Черкаський округ (місто Новочеркаск) |
| 10 | Приморська область        | 1856; центр — місто Хабаровськ                | 1854385,8  | 223336    | Іманський округ, Миколаївський округ, Микольськ-Уссурійський округ, Ольгінський округ, Удський округ (місто Миколаївськ), Хабаровський округ |
| 11 | Самаркандська область     | 1887                                          | 68962      | 860021    | Джизакський округ, Катакурганський округ, Самаркандський округ, Ходжентський округ |
| 12 | Сахалінська область       | 1909; центр — місто Олександрівськ            | 842531     | 376126    | Олександрівська ділянка, Тимовська ділянка |
| 13 | Семипалатинська область   | 1854                                          | 506790,4   | 684590    | Зайсанський округ, Каркаралінський округ, Павлодарський округ, Семипалатинський округ, Усть-Каменогорській округ |
| 14 | Семиреченська область     | 1867; центр — місто Вірний                    | 402200     | 987863    | Вірненський округ, Джаркентський округ, Копальський округ, Лепсинський округ, Пішпекський округ, Пржевальський округ |
| 15 | Сирдар'їнська область     | 1867; центр — місто Ташкент                   | 504700     | 1478398   | Аулізатинський округ, Казалінський округ, Перовський округ, Ташкентський округ, Чимкентський округ, Амудар'їнський відділ |
| 16 | Терська область           | 1860; центр — місто Владикавказ               | 69272,5    | 933936    | Веденський округ, Владикавказький округ, Грозненський округ, Нальчицький округ, Назранівський округ, Хасав'юртівський округ |
| 17 | Тургайська область        | 1868; центр — місто Кустанай                  | 456185     | 453416    | Актюбінський округ, Іргизький округ, Кустанайській округ, Тургайський округ |
| 18 | Уральська область         | 1868                                          | 323700     | 645121    | Гур'ївський округ, Лбіщенський округ Темірський округ, Уральський округ |
| 19 | Ферганська область        | 1876; центр — місто Скобелів                  | 160141     | 1572214   | Андижанський округ, Кокандський округ, Маргеланський округ, Наманганський округ, Ошській округ |
| 20 | Якутська область          | 1851                                          | 3971483,1  | 269880    | Верхоянській округ, Вілюйській округ, Колимський округ, Олекмінський округ, Якутський округ |